# Sphagnum santanderense
Sphagnum santanderense är en bladmossart som beskrevs av H. Crum 1993. Sphagnum santanderense ingår i släktet vitmossor, och familjen Sphagnaceae. Inga underarter finns listade i Catalogue of Life.